# Шевців (заказник)
Шевців — ландшафтний заказник місцевого значення в Україні. Об'єкт природно-заповідного фонду Сумської області.
Розташований у лісовому фонді ДП Краснопільський лісгосп на північ від смт Угроїди. Площа — 96 га. Оголошено територією ПЗФ 27.06.2008. Ділянка цінного ландшафту відрогів Середньоруської височини Насадження сосни звичайної, закладене родиною місцевих цукрозаводчиків і меценатів Харитоненків. Місце відпочинку населення.